# Doina
Doina je vrsta rumunjskog narodnog svečanog pjevanja koje se izvodi spontano i s improvizacijama. Kao osnova rumunjske kulture, sve do 20. stoljeća doina je bila jedini glazbena vrsta u mnogim dijelovima zemlje. Zbog toga je doina upisana na UNESCO-ov popis nematerijalne svjetske baštine u Europi 2009. godine. 
Doina se može izvoditi u svakoj prigodi i na svakom mjestu i uvijek se izvodi solo, s ili bez glazbene pratnje koja uključuje mnoge tradicionalne frule, gajde i čak improvizirane instrumente.
Postoje razne regionalne vrste doine kao što su: Hora lungă (Maramureş), Ca pe luncă (uz Dunav), Oltului (uz rijeku Olt) i Klezmer u izvedbi besarabijskih i moldavijskih Židova. Također postoje i razne vrste doina po izričaju i temama kao što su: De codru („šumske” pjesme), Haiduceşti („hajdučke”), Ca din tulnic („gorska” uz pratnju roga tulnica), Ciobanului („pastirske”), De dragoste („ljubavne”), De jale („žalopojke”), De leagăn (pjesme za kolijevku), De pahar (za pijanke) i Foaie verde („zeleni list”) koja je klasični oblik doine.
Pored osobnog izražavanja emocija, odlika i kvaliteta izvođača, doina ima važnu društvenu ulogu je pruža okvir koji jača solidarnost. Uz to, iz nje su se iznjedrili mnogi umjetnički žanrovi, poglavito vrste plesova.
Danas je doina ugrožena zbog prekida prijenosa pjesama s roditelja na djecu. Iako su najmanje petnaest osoba prepoznate kao predstavnici različitih vrsta doina, potrebno je obnoviti okruženje za njihovu izvedbu kako bi se ova rumunjske narodna baština mogla očuvati i proširiti.

## Vanjske poveznice
- UNESCO video primjer